# Ivana Humpalot
Ivana Humpalot is een vrouwelijk fotomodel uit Austin Powers: The Spy Who Shagged Me en wordt gespeeld door Kristen Johnston.
In de film is Ivana Humpalot een handlanger uit Rusland van Dr. Evil. Tijdens een fotoshoot (Austin is in zijn vrije tijd ook fotograaf als dekmantel) is het de bedoeling dat Ivana Humpalot Austin Powers vermoordt.
Na de fotoshoot spelen Ivana en Austin een sensueel spelletje schaken, maar het lukt Ivana niet Austin te vermoorden. Ze vindt Austin te sexy en te opwindend. Tijdens het potje schaken verleidt Austin haar en uiteindelijke belanden ze met elkaar in bed.

## Trivia
Ook in de derde film, Austin Powers 3: Goldmember, had Kristen Johnston een kleine rol als achtergronddanseres.